# Симович, Янко
Я́нко Си́мович (черног. Јанко Симовић / Janko Simović; 2 апреля 1987, Беране, СФРЮ) — черногорский футболист, защитник клуба «Младост».

## Биография

### Клубная карьера

#### Ранние годы
Начал заниматься футболом в родом городе Беране, где занимался в местной команде. В расположении клуба «Беране» находился с 2003 года.
На профессиональном уровне дебютировал за «Беране» в сезоне 2006/07, в первом чемпионате независимой Черногории. В этом сезоне «Беране» заняло последнее 12 место в первенстве и вылетела во Вторую лигу Черногории. Симович сыграл в 31 матче из 33 матчей первенства.
В начале 2008 года подписал контракт с сербским клубом «Металац» из города Горни Милановац. В Первой лиге Сербии дебютировал 8 марта 2008 года в выездном матче против «Раднички» из Пирот (0:1), главный тренер Славенко Кузельевич доверил сыграть Симовичу всю игру. Всего за клуб провёл 9 матчей.

#### «Могрен»
Летом 2008 года перешёл в «Могрен» из города Будва. В сезоне 2008/09 «Могрен» стал чемпионом Черногории, Симович сыграл в 27 играх и забил 1 мяч. 30 июня 2009 года дебютировал в еврокубках в квалификации Лиги чемпионов в выездном матче против мальтийского «Хибернианса» (0:2), Симович отыграл всю игру и на 64 минуте получил жёлтую карточку. В ответном матче «Могрен» вновь переиграл «Хибернианс» со счётом (4:0) и по сумме двух матчей вышел во второй квалификационный раунд. В следующем раунде клуб уступил датскому «Копенгагену» со счётом (12:0 по сумме двух матчей) и вылетел из турнира, Симович сыграл в двух матча, в обоих выходил на замену.
В сезоне 2009/10 в чемпионате Черногории клуб стал бронзовым призёром, уступив «Будучности» и «Рудару». Симович сыграл в первенстве 26 матчей и забил 1 мяч. Летом 2010 года «Могрен» принял участие в квалификации Лиги Европы, в первом раунде клуб обыграл андоррский «Унио Эспортива Санта-Колома» (5:0 по сумме двух матчей), Симович сыграл в двух матчей, в первой игре получил жёлтую карточку. В следующем раунде клуб проиграл израильскому «Маккаби» из Тель-Авива (3:2), Симович также сыграл в двух играх.
В следующем сезоне 2010/11 «Могрен» во второй раз в истории стал чемпионом Черногории, в Кубке Черногории клуб дошёл до финала, где уступил «Рудару» из Плевля в серии послематчевых пенальти (2:2 основное время, 4:5 в серии пенальти). Летом 2011 года команда вновь участвовала в квалификации Лиги чемпионов, начав со второго отборочного раунда «Могрен» уступил болгарскому «Литексу» по сумме двух матчей со счётом (5:1), Симович сыграл в двух играх. Всего за «Могрен» в чемпионате провёл 101 матч и забил 5 мячей.

#### «Динамо» (Киев)
В феврале 2012 года прибыл на просмотр в киевское «Динамо», которое проходило свой третий сбор в Израиле. Симовича заметил один из селекционеров «Динамо», который работает в балканском регионе и предложил клубу взять его на просмотр. 24 февраля начал тренировки вместе с командой. Симович сыграл в товарищеском матче против «Маккаби» из Хайфы (5:0), в ходе которого произвёл хорошее впечатление на тренерский штаб «Динамо».
1 марта 2012 года подписал трёхлетний контракт с клубом, до 2015 года, проведя всего 5 дней на просмотре. Его переход состоялся благодаря его агенту Радославу Буличу, который вел переговоры с руководством «Динамо». Так как у Симовича заканчивался контракт летом 2012 года его трансферная стоимость была небольшой. Поэтому руководство «Динамо» не стало ждать возможности подписать его бесплатно и заплатило за него 200 000 евро, для того, что бы Янко полностью адаптировался в команде. 2 марта 2012 года был заявлен за «Динамо» в списке «А», который позволяет выступать в Премьер-лиге и молодёжном первенстве Украины. В команде Симович взял 15 номер, хотя изначально хотел взять 5 номер, под которым он играл в «Могрене», но под ним выступает Огнен Вукоевич.
3 марта 2012 года дебютировал в молодёжный чемпионат Украины в домашнем матче против киевского «Арсенала» (2:1), Симович начал матч в основе, но в перерыве Александр Хацкевич заменил его на Темура Парцванию.

### Карьера в сборной
В составе молодёжной сборной Черногории до 21 года провёл 3 матча. Дебютировал 25 марта 2007 года товарищеской матче против Македонии (1:0), Симович вышел вместо Николы Вуядиновича. 2 мая 2007 года сыграл в товарищеской матче против Албании (1:2), Симович вышел вместо Блажо Ражович. 5 июня 2007 года сыграл в квалификации чемпионата Европы 2009 в выездном матче против Болгарии (1:2).
19 ноября 2008 года дебютировал в составе национальной сборной Черногории в товарищеском матче против Македонии (2:1), Симович вышел в конце игры на 90 минуте вместо Эльсада Зверотича.

## Достижения
- Чемпион Черногории (2): 2008/09, 2010/11
- Бронзовый призёр чемпионата Черногории: 2009/10
- Финалист Кубка Черногории: 2010/11

## Стиль игры
Симович выступает на позиции правого центрального защитника, именно на этой позиции он выступал начиная с детских команд. Из-за своего роста (195 см) Симович уверенно играет при борьбе на втором этаже. Его слабой стороной является игра левой ногой.